# Car Magazine
 (avril 2020).
Si vous disposez d'ouvrages ou d'articles de référence ou si vous connaissez des sites web de qualité traitant du thème abordé ici, merci de compléter l'article en donnant les références utiles à sa vérifiabilité et en les liant à la section « Notes et références ».
 (avril 2020).

Logo de Car Magazine

Car Magazine, ou plus brièvement Car, est un magazine automobile anglophone. Destiné aux passionnés d'automobile, il est actuellement publié par le groupe Bauer. Il est aussi le plus ancien mensuel automobile de Grande-Bretagne et s'annonce comme étant « le meilleur magazine automobile du monde ». L'édition originale se décline de par le monde en quatorze autres éditions : Brésil, Chine, Grèce, Inde, Italie, Mexique, Nouvelle-Zélande, Roumanie, Russie, Afrique du Sud (TopCAR), Espagne, Thaïlande, Turquie et Ukraine.

## Ligne de vie
Fondée en 1962, la revue Small Car and Mini Owner incorporating Sporting Driver est rebaptisée Car trois ans plus tard. Dans les années 1960, Car propose de confronter les points de vue des journalistes automobiles européens pour faire émerger le Trophée européen de la voiture de l'année. À partir des années 1970, Car se détache du reste de la presse automobile et impose très vite ses standards de qualité en matière d'écriture, de photographie et de mise en page. La rubrique « The Good, the Bad and the Ugly » (« Le positif, le négatif et le mauvais ») est créée. Elle permet aux journalistes de rendre un verdict objectif sur les modèles qu'ils ont essayés tout en distillant de manière atypique leur opinion personnelle.
Plusieurs contributeurs de renom ont marqué l'histoire de la revue depuis son lancement, parmi lesquels Henry N. Manney III, Douglas Blain, George Bishop, L. J. K. Setright (en), Ronald Barker, Mel Nichols (à l'origine de l'article « Convoy! » en 1977), Steve Cropley, Russell Bulgin (en), Philip Llewellin (en), James May, Alexei Sayle et Rowan Atkinson (alias « Mr. Bean »). L. J. K. Setright aura d'ailleurs laissé son empreinte en choisissant de toujours interpréter l'histoire et l'évolution de la voiture au travers des contextes économique, social, culturel et technologique.
Car a également initié très tôt la mode des scoops automobiles, s'appliquant à révéler en avant-première les modèles des constructeurs automobiles très attendus par le public. Les clichés du chasseur de scoops Hans G. Lehmann (en) ont contribué à illustrer ces articles. Dans les années 1990 et jusqu'au début des années 2000, l'artiste Hilton Holloway produit de nombreux croquis traités ensuite par ordinateur, illustrant ainsi des modèles en cours de développement chez les constructeurs automobiles. En 2001, le réalisme de son travail poussera même le constructeur britannique Lotus à emprunter son nom pour baptiser en interne son projet de Formule 1.
De 1991 à 2007, Car est publié par Emap et phagocyte le magazine Performance Car (en). Depuis 2008, Bauer est l'éditeur de la revue. Motivée par l'obtention de deux prix pour la qualité de ses images entre 2007 et 2008, l'équipe éditoriale offre au magazine une refonte totale au printemps 2009, refonte qui doit lui permettre d'attirer un plus large public[réf. nécessaire].

## Situation actuelle
Après avoir connu des records dans le milieu des années 1990, les ventes au Royaume-Uni déclinent. Chaque numéro de l'édition britannique de Car se vend actuellement à quelque 70 000 exemplaires, ce qui positionne la revue au quatrième rang des publications les plus vendues au Royaume-Uni juste après What Car?, TopGear Magazine et Evo Magazine.
Car est majoritairement lu par des hommes, en particulier ceux dont l'âge oscille entre 25 et 55 ans[réf. nécessaire]. L'âge moyen estimé des lecteurs du magazine est de 44 ans. Leurs niveaux de qualifications et de revenus sont typiquement plus hauts que la moyenne nationale britannique. Ils sont principalement clients de marques automobiles premium et conduisent des véhicules de gamme supérieure (Audi, BMW, Ford, Volkswagen). L'actuel directeur général de PSA Peugeot Citroën Jean-Marc Gales compte parmi les lecteurs du magazine.

## Équipe éditoriale
Actuellement basée dans la zone d'activité de Peterborough, l'équipe éditoriale se compose de :
- Phil McNamara (editor) : a travaillé pour le magazine Autocar avant de devenir rédacteur en chef de Car[2].
- Greg Fountain (managing editor) : a déjà occupé le poste de rédacteur en chef de Car[3].
- Tim Pollard (associate editor) : s'occupe de conduire le site web, en plus de son rôle de rédacteur.
- Ben Barry (deputy editor, features) : le sport automobile est son domaine de prédilection.
- Ben Pulman (road test editor)
- Mark Walton (editor-at-large)
- Chris Chilton (editor-at-large)
- Gavin Green (executive editor) : a déjà occupé le poste de rédacteur en chef de Car.
- Georg Kacher (european editor) : travaille également pour le mensuel américain Automobile Magazine et l'hebdomadaire allemand Auto Bild ; est au service de Car depuis plus de quarante ans.
- Jethro Bovingdon (contributing editor) : transfuge du mensuel britannique EVO.
- Ben Oliver (contributing editor)
- Ben Whitworth (contributing editor)
- Jesse Crosse (technical editor)
- Tom Clarkson (correspondant Formule 1)
- Stephen Bayley (design critic)
- Guy Bird (design correspondent)
- Steve Moody (staff writer)
- James Foxall (correspondent)
- Debbie Wood (reporter)
- Andrew Franklin (art director)
- Alex Tapley (designer)
- Sarah-Jayne Harrison (web producer)
- Stephen Worthy (head of publishing)
- Ann Marie Fountain (editorial assistant)
- Hollie Swift (production controller)

Ont occupé le poste de rédacteur en chef de Car avant Phil McNamara :
- De 2004 à 2006 : Jason Barlow
- De 2002 à 2004 : Angus MacKenzie
- De 1999 à 2002 : Greg Fountain
- De 1997 à 1999 : Rob Munro-Hall
- De 1994 à 1997 : Gavin Green
- En 1993 : Mark Gillies
- De 1992 à 1993 : Richard Bremner
- De 1987 à 1992 : Gavin Green
- De 1981 à 1987 : Steve Cropley - En 1985 : Rob Golding (deux numéros)
- De 1974 à 1981 : Mel Nichols
- De 1971 à 1974 : Ian Fraser
- De 1963 à 1971 : Douglas Blain - En 1963 et 1964 : Nigel Lloyd (quelques numéros)
- De 1962 à 1963 : George Bishop